# Saint-Denis-lès-Martel
Saint-Denis-lès-Martel är en kommun i departementet Lot i regionen Occitanien i södra Frankrike. Kommunen ligger i kantonen Martel som tillhör arrondissementet Gourdon. År 2022 hade Saint-Denis-lès-Martel 334 invånare.

## Befolkningsutveckling
Antalet invånare i kommunen Saint-Denis-lès-Martel
| Referens: INSEE |